# جاك باركر (لاعب كريكت)
جاك باركر (23 أبريل 1913 في المملكة المتحدة - 26 يناير 1983 في المملكة المتحدة) (بالإنجليزية: Jack Parker)‏ هو لاعب كريكت بريطاني وبريطاني (وحمل سابقاً جنسية المملكة المتحدة لبريطانيا العظمى وأيرلندا). شارك مع منتخب إنجلترا للكريكت. أما مع النوادي، فقد لعب مع نادي مقاطعة سري للكريكت ‏.

## وصلات خارجية
- جاك باركر على موقع إي آس بي آن كريك إنفو (الإنجليزية)